# Cassandre (film)
Pour les articles homonymes, voir Cassandre.
Pour plus de détails, voir Fiche technique et Distribution.
Cassandre est un film français réalisé par Hélène Merlin et sorti en 2024.
Il s'agit du premier long métrage de la réalisatrice, présenté en avant-première mondiale au Festival international du film de Saint-Jean-de-Luz, en 2024.

## Synopsis
Le film raconte l'histoire d'une adolescente au sein d'une famille dysfonctionnelle, l'inceste qu'elle subit de son frère et l'échappatoire qu'elle trouve dans le monde équestre. Il se déroule l'été 1998.

## Fiche technique
Sauf indication contraire, les informations mentionnées dans cette section peuvent être confirmées par la base de données cinématographiques Unifrance,  présente dans la section « Liens externes ».
- Titre original : Cassandre
- Titre de travail : Cavale[1]
- Réalisation : Hélène Merlin
- Scénario : Hélène Merlin, avec la collaboration de Clara Bourreau et Anne-Claire Jaulin
- Musique : Delphine Malaussena
- Décors : Lucie Beauvert
- Costumes : Marité Coutard
- Photographie : David Cailley
- Son : Marie-Clotilde Chéry
- Montage : Nassim Gordji Tehrani
- Production : Emma Javaux
  - Coproduction : Jérôme Hilal
- Sociétés de production : Une Fille Productions, en coproduction avec Daylight Films, France 2 Cinéma et Zinc Film
- Société de distribution : Zinc Distribution
- Pays de production :  France
- Langue originale : français
- Format : couleur — 2,39:1 — son 5.1
- Genre : drame
- Durée : 103 minutes
- Dates de sortie :
  - France : 10 octobre 2024 (Festival international du film de Saint-Jean-de-Luz) ; 2 avril 2025 (sortie nationale)

## Distribution
- Billie Blain : Cassandre, adolescente
  - Agathe Rousselle : Cassandre, adulte
- Zabou Breitman : la mère de Cassandre
- Éric Ruf : le père de Cassandre
- Florian Lesieur : Philippe, frère de Cassandre
- Laïka Blanc-Francard : Laëtitia, amie de Cassandre
- Guillaume Gouix : Fred, le moniteur
- Shanna Keil : Maëlle

## Production

### Genèse et développement
Après avoir passé un an à l'école de cinéma la Fémis à étudier l'écriture scénaristique, Hélène Merlin termine l'écriture du scénario de Cavale, renommé par la suite Cassandre, en 2018, mais n'obtient des financements qu'en 2023, année durant laquelle se déroule l'audition.

### Distribution des rôles
Hélène Merlin raconte avoir eu un coup de foudre pour l'actrice Billie Blain durant l'audition. Elle recherchait une actrice plus âgée que le personnage de quatorze ans : « Je voulais quelqu’un qui ait déjà eu une expérience amoureuse. Le but, c’était de raconter une violence, mais certainement pas de l’imposer aux comédiens ou de les traumatiser. ». L'actrice n'apprend qu'à la fin des auditions que le film traite de l'inceste et la réalisatrice lui confie différents souvenirs personnels et lui partage des extraits de son journal intime afin de préparer le rôle.

### Tournage
Le tournage a lieu dans la Sarthe. Une coordinatrice d'intimité est présente sur le plateau et les acteurs portent des protections, afin d'éviter tout contact lors des scènes de violences sexuelles.

## Accueil

### Festival et sortie
Cassandre est présenté en avant-première, en octobre 2024, hors compétition, au Festival international du film de Saint-Jean-de-Luz. Le film sort le 2 avril 2025 dans toute la France.

### Accueil critique
En France, le site Allociné propose une moyenne de 3,6⁄5 à partir de l'interprétation de 23 critiques de presse.
Élise Lépine, du journal Le Point, souligne que Cassandre « rappelle que le cinéma sait tutoyer les sujets de société sans renoncer à de grandes ambitions artistiques ». Fabrice Leclerc, du journal Paris Match, évoque « un casting de haut vol » et « un film maîtrisé, intelligemment remuant quand il ose ne pas prendre de gants ». Le Figaro félicite « une autofiction forte et d’une grande justesse qui aborde sans cliché le traumatisme de l’inceste ». Michaël Mélinard, de L'Humanité, décrit un film « surprenant, dérangeant, parfois un peu bancal et pas toujours convaincant dans son désir de distanciation […] [qui] réussit sont pari d'évoquer puissamment l'inceste en montrant l'impunité d'une violence laissée en héritage ». Antoine Guillot, de France Culture, évoque « une polyphonie qui vient aussi du fait que cette famille est assez hétéroclite : une mère fantasque au langage fleuri, un père autoritaire, péremptoire et volontiers complotiste, un fils écrasé, infantilisé et malaisant, une fille obéissante mais combative, qui sont autant de styles de jeux différents, et qui rendent cette famille haute en couleur, avec beaucoup de relief ».